# Hilton Worldwide
Hilton Worldwide (произносится Хилтон Уолдуайд, до сентября 2009 года Hilton Hotels Corporation) — американская компания, владеющая и управляющая сетями отелей и курортов. Управляет международной сетью Hilton Hotels & Resorts.
Штаб-квартира Hilton находится в Тайсонс Корнер, штат Виргиния. По состоянию на 30 июня 2020 года её портфель включает 6215 объектов (включая таймшер) с 983465 номерами в 118 странах, в том числе 690 управляемых и 5 405 франчайзинговых, при этом объединенные управляемые и франчайзинговые объекты имеют в общей сложности 953 946 номеров.
Имеет 18 брендов в различных сегментах рынка, в том числе Conrad Hotels & Resorts, Canopy by Hilton, Curio - A Collection by Hilton, Hilton Hotels & Resorts, DoubleTree by Hilton, Embassy Suites Hotels, Hilton Garden Inn, Hampton by Hilton, Homewood Suites by Hilton, Home2 Suites by Hilton, Hilton Grand Vacations, LXR Hotels and Resorts by Hilton, Waldorf Astoria Hotels & Resorts, Signia by Hilton, Tru by Hilton, Tapestry Collection by Hilton, Tempo by Hilton и Motto by Hilton.
12 декабря 2013 года Hilton снова стала публичной компанией, получив на втором IPO около 2,35 миллиарда долларов. В то время Blackstone Group владела 45,8% акций компании. В октябре 2016 года китайская HNA Group согласилась приобрести 25% -ную долю в Hilton у Blackstone. Крупнейшими акционерами Hilton до середины 2018 года были HNA Group, Blackstone и Wellington Management Group, которые по состоянию на март 2017 года владели 25%, 15,2% и 6,7% акций Hilton. Hilton Hotels теперь представляет собой отдельную компанию.
Компания была основана в 1919 году Конрадом Хилтоном в Сиско, штат Техас, а с 1969 по 2009 год её штаб-квартира располагалась в Беверли-Хиллз, Калифорния. В августе 2009 года компания переехала в Тайсонс Корнер, некорпоративный округ Фэйрфакс, штат Виргиния.

## Собственники и руководство
В 2007 году Blackstone Group выкупила 100% акций компании. Следуя своей политике "Купи, Улучши, Продай", Blackstone произвела ряд изменений в компании, провела IPO и к 2018 году полностью распродала акции Hilton. 
Президент и главный управляющий компании — Кристофер Нассетта.

## Деятельность
Бренды, принадлежащие компании, объединяют более чем 3 900 отелей и 650 000 номеров в более чем в ста странах и включают такие сети, как Waldorf Astoria Hotels & Resorts, Conrad Hotels & Resorts, Hilton Hotels & Resorts, DoubleTree by Hilton, Embassy Suites Hotels, Hilton Garden Inn, Hampton Hotels, Homewood Suites by Hilton, Home2 Suites by Hilton и Hilton Grand Vacations.
За пределами США Hilton Worldwide активно развивает шесть брендов. Их можно разделить на четыре категории: экономичный сектор — Hampton by Hilton; средне-ценовой сектор — Hilton Garden Inn; сектор высшего класса, где представлены DoubleTree by Hilton и Hilton Hotels and Resorts и сектор люкс, где представлены Waldorf Astoria Hotels & Resorts и Conrad Hotels & Resorts.
Компания также реализует программу лояльности отелей брендов Hilton Worldwide — Hilton HHonors®.
Годовая выручка компании, по оценке Hoovers, составляет $7,8 млрд.